# Museo de Aduanas de Suiza
El Museo de Aduanas de Suiza (en italiano: Museo doganale svizzero) es un museo situado en el cantón suizo de Tesino. El museo se localiza cerca de Cantine di Gandria, directamente a través del lago de Lugano desde el pueblo de Gandria, y junto a la frontera con Italia. El museo fue anteriormente un puesto fronterizo en esa frontera, pero ahora forma parte del Museo Nacional Suizo.
En los siglos XIX y XX, el contrabando floreció en los valles de las montañas de Tesino y los Grisones, por lo que el museo cubre la historia sobre esto, y el trabajo de los funcionarios de aduanas para contrarrestar la misma actividad. En un contexto moderno, cubre el trabajo de la Administración de Aduanas Federal de Suiza y la Guardia de Fronteras de Suiza. 
El museo no tiene acceso por carretera, y solo se puede llegar en barco. Los Barcos de la Società Navegación del Lago di Lugano (SNL) proporcionan varias travesías de un día a Lugano. 